# Acontiola epimochla
Acontiola epimochla is een vlinder van de familie van de uilen (Noctuidae). De wetenschappelijke naam van deze soort is voor het eerst voorgesteld als Ozarba epimochla door George Thomas Bethune-Baker in een publicatie uit 1911.
De soort komt voor in Nigeria.